# Pot bogov
Pót bogôv (italijansko Via degli Dei) je pohodniška pot, ki povezuje Bologno in Firence skozi Apenine.

## Etimologija
Ime verjetno izvira iz toponimov nekaterih prečkanih gora, med drugim Venera (Monte Venere), Adonis (Monte Adone) v Monzunu in Luario (Monte Luario) v Firenzuoli (s sklicevanjem na boginjo Luo, ki so jo v vojni klicali Rimljani), blizu prelaza Futa.

## Pot
Pot, ki jo je mogoče opraviti tako peš kot z gorskim kolesom, vodi med naslednjimi točkami:
- Bologna (54 m n. v.)
- Badolo (370 m n. v.)
- Monte Adone (654 m n. v.)
- Monte Venere (940 m n. v.)
- Madonna dei Fornelli (770 m n. v.)
- Monte dei Cucchi (1140 m n. v.)
- Cima delle Banditacce (~1200 m n. v.)
- Monte Poggiaccio (1190 m n. v.)
- Passo della Futa (900 m n. v.)
- Monte di Fò (780 m n. v.)
- Monte Gazzaro (1125 m n. v.)
- Passo dell'Osteria Bruciata (820 m n. v.)
- San Piero a Sieve (200 m n. v.)
- Monte Senario (820 m n. v.)
- Poggio il Pratone (700 m n. v.)
- Fiesole (300 m n. v.)
- Firence (50 m n. v.)